# Яновичское
Я́новичское (бел. Я́навіцкае) — озеро в Витебском районе Витебской области Белоруссии. Относится к бассейну реки Вымнянка, притока Каспли.

## Географическое положение
Озеро Яновичское располагается в 30 км к северо-востоку от Витебска, рядом с городским посёлком Яновичи.

## Гидрография
Площадь поверхности водоёма составляет 1,46 км². Длина — 2,82 км, наибольшая ширина — 0,87 км. Длина береговой линии — 7,43 км. Наибольшая глубина — 7 м, средняя — 3,8 м. Объём воды в озере — 5,62 млн м³. Площадь водосбора — 31,3 км².
Котловина лощинного типа, вытянутая с запада на восток. Склоны высотой от 4 до 8 м, пологие (на юго-западе и юго-востоке крутые), суглинистые и супесчаные, покрытые кустарником, поверху распаханные, понизу задернованные. Береговая линия в западной части озера извилистая. Берега высотой до 0,5 м, песчаные, местами песчано-галечные. Озеро окружено надпойменной террасой высотой до 0,8 м. Дно до глубин 1,5—2,5 м песчаное, глубже выстланное глинистым илом.
Минерализация воды достигает 190 мг/л, прозрачность составляет 1,3 м. Водоём подвержен эвтрофикации.
В Яновичское озеро впадают три ручья. На юго-западе вытекает ручей, впадающий в Вымнянку.

## Флора и фауна
Ширина полосы растительности — до 100 м (надводной — до 50 м). Растительность распространяется до глубины 1,8 м.
В озере водятся лещ, щука, окунь, плотва, краснопёрка, уклейка, линь, карась.